# Gabriel Attal
  Gabriel Attal    (Clamart, 16 de març de 1989) és un polític francès de Renaixement (RE). Fou ministre d'Educació i Joventut des del 20 de juliol de 2023 fins al 9 de gener de 2024, quan fou nomenat primer ministre de França per Emmanuel Macron.

## Biografia
Attal va néixer el 16 de març de 1989 a Clamart. Va créixer en els arrondissements 13 i 14 de Paris a una família amb tres germanes. El seu pare era advocat i productor de cinema i la seva mare també treballava en una productora.
Attal va estudiar a l'École alsacienne. La seva activitat política va començar el 2006 quan va participar en les protestes de joventut a França. De 2007 a 2013, va estudiar a Institut d'Estudis Polítics de París. En el seu primer any va crear el comitè de suport per Íngrid Betancourt, l'ostatge franco-colombiana segrestada per les FARC. Va graduar-se en Ciències polítiques el 2012 amb un Master de negocis Públics, i va estudiar dret a Universitat de Panteó-Assas. El 2009-2010, va anar a una missió amb Éric de Chassey, director de Vil·la Mèdici.
Després d'unes pràctiques a l'Assemblea Nacional francesa amb Marisol Touraine durant les Eleccions presidencials franceses de 2012, Gabriel Attal va entrar el 2012 en el gabinet del Ministre de Salut. Fins al 2017, va treballar com un assessor al càrrec de relacions amb el Parlament i com a portaveu del Ministre.
Attal és obertament gai. Va ser expulsat de Twitter pel seu antic company de classe Juan Branco el 2018. És actualment en una unió civil amb Stéphane Séjourné, un diputat del Parlament Europeu per La República En Marxa.

## Carrera política

### Membre del consell Municipal de Vanves
En les eleccions municipals de 2014 Attal va ser col·locat cinquè en la llista del Partit Socialista. Va ser elegit com un dels quatre regidors del Partit Socialista de Vanves i va ser el cap de l'oposició, després de la dimissió del cap de llista socialista.

### Membre de l'Assemblea Nacional
Attal va ser elegit a l'Assemblea Nacional francesa el 18 de juny de 2017, representant Hauts-de-Seine, guanyant el successor designat d'André Santini.
Attal aviat és considerat el parlamentari amb més talent, amb Amélie de Montchalin. Com a diputat de l'Assemblea Nacional és membre del Comité de Cultura i Afers d'Educació, on és el whip del grup La République En Marche!.
El desembre de 2017, Attal va ser designat relator en un projecte de llei sobre orientació i èxit acadèmic.
Attal va ser nomenat portaveu de La République En Marche! el gener de 2018, i el setembre de 2018, després de l'elecció de Richard Ferrand a la presidència de l'Assemblea Nacional, va córrer com a candidat per succeir-lo com a president del grup La República En Marxa!, però va anunciar la retirada de la seva candidatura el dia abans de l'elecció quan va ser considerat un dels tres favorits. Més tard va avalar Roland Lescure.

### Membre del Govern
El 16 d'octubre de 2018, Attal va ser nomenat Secretari d'Estat del Ministre de Joventut i Educació Nacional, Jean-Michel Blanquer. Amb 29 anys, va ser el membre més jove d'un govern sota la Cinquena República, batent el rècord anterior de François Baroin el 1995 per uns quants mesos. És responsable de temes de joventut i del servei nacional universal.
El 6 de juliol de 2020, va ser nomenat portaveu del govern Jean Castex.
Va ser nomenat ministre delegat per als Comptes Públics el 20 de maig de 2022 i ministre d'Educació i Joventut el 20 de juliol de 2023.

### Primer Ministre
El 9 de gener de 2024 fou nomenat primer ministre de França per Emmanuel Macron. Després del fracàs de Renaixement a les eleccions legislatives franceses de 2024 va anunciar la seva renúncia el dilluns 8 de juliol, que es va presentar el 16 de juliol, i va romandre en el càrrec fins que el 5 de setembre de 2024, el president Macron nomenà Michel Barnier com a primer ministre.